# ヘルミーネ・ロイス・ツー・グライツ
ヘルミーネ・ロイス・ツー・グライツ（ドイツ語: Hermine Reuß zu Greiz, 1887年12月17日 - 1947年8月7日）は、ドイツ皇帝ヴィルヘルム2世の2番目の妻。ヴィルヘルム2世の退位後に結婚し、名目上のドイツ皇后およびプロイセン王妃の称号を使用した。

## 生涯
ヘルミーネはロイス＝グライツ侯ハインリヒ22世と、その妃でシャウムブルク＝リッペ侯アドルフ1世の娘であるイーダとの間に生まれた。父はテューリンゲン地方のロイス＝グライツ侯国（兄系ロイス侯国）の支配者であった。ヘルミーネは1907年1月7日にシュレージエン地方の領主シェーナイヒ＝カロラート侯爵家の公子ヨハン・ゲオルク（1873年 - 1920年）と結婚し、間に3男2女をもうけたが、1920年に死別した。

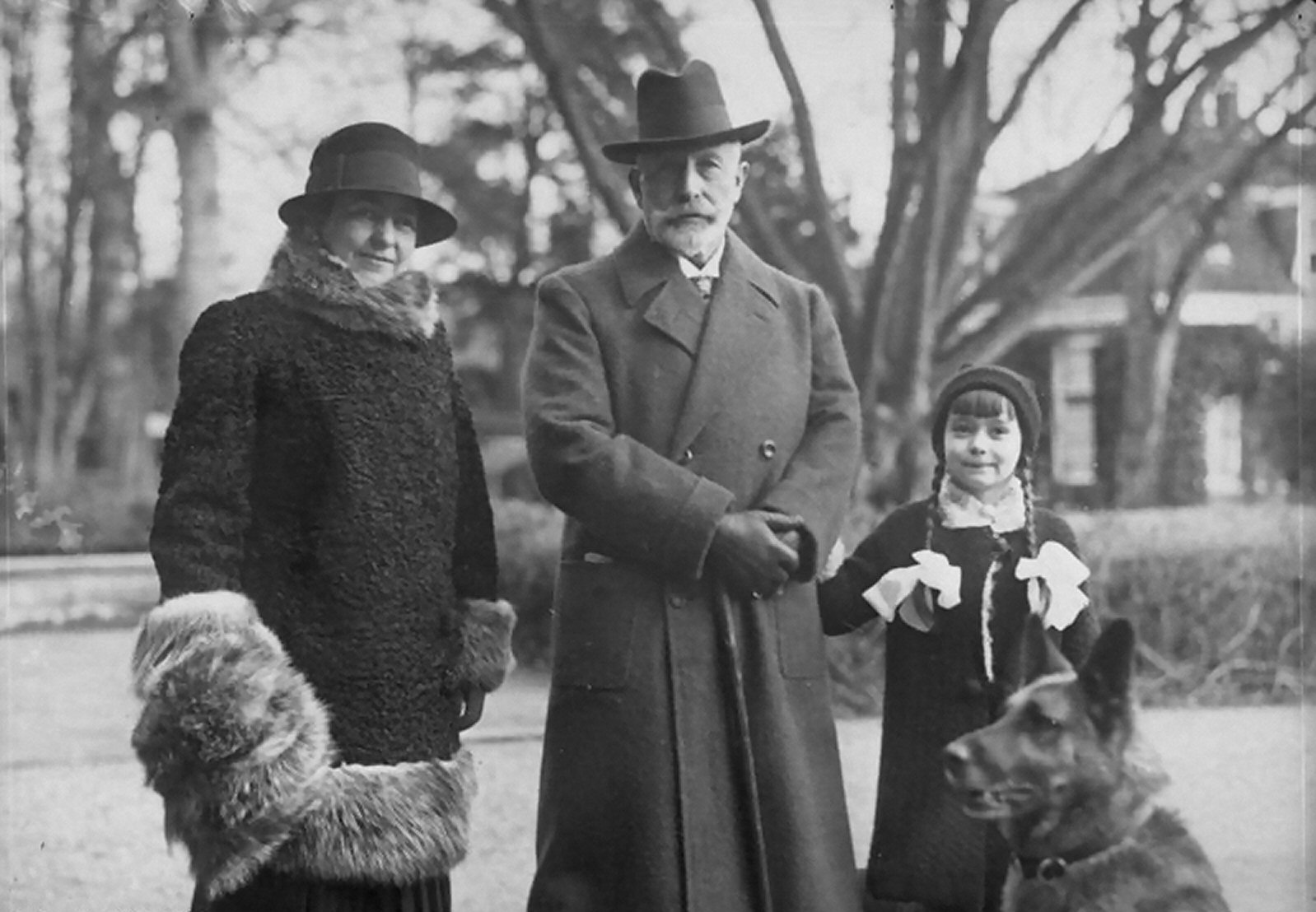
ヘルミーネと2番目の夫ヴィルヘルム2世、前夫との娘ヘンリエッテ

1922年1月、ヘルミーネは元皇帝ヴィルヘルム2世の誕生日を祝うため、息子と一緒にオランダのドールンを訪れた。ヴィルヘルム2世はヘルミーネに惹かれ、彼女との会話を大いに楽しんだ。二人には共通点も多く、またヘルミーネは1年半前に、ヴィルヘルム2世は9か月前にそれぞれ連れ合いを亡くしていた。
ヴィルヘルム2世はすぐにヘルミーネとの再婚を決意し、帝政支持者や息子たちの反対を押し切って、1922年11月9日に27歳も年の離れた未亡人ヘルミーネと結婚式を挙げた。ヴィルヘルム2世は63歳、ヘルミーネは35歳であった。二人の間には子供は生まれなかったものの、二人の結婚生活は疑いの余地なく幸福なものであった。ヘルミーネと前夫の末娘ヘンリエッテ・フォン・シェーナイヒ＝カロラート（1918年 - 1972年）は、1940年にヴィルヘルム2世の孫息子カール・フランツ・ヨーゼフ王子と結婚した。
1941年にヴィルヘルム2世に先立たれると、ヘルミーネはシュレージエンにあった最初の夫の所領に引退した。6年後の1947年、ヘルミーネはソ連占領地域となっていたフランクフルト・アン・デア・オーダーにおいて、自宅軟禁状態に置かれたまま死んだ。彼女の遺骸はプロイセン王家の者の眠るポツダムのアンティーク・テンプルに安置されている。